# سيلفيا موس
سيلفيا موس (بالإنجليزية: Sylvia Moss)‏ هي كاتِبة وشاعرة أمريكية، ولدت في 1937.